# Kevin Kuhn

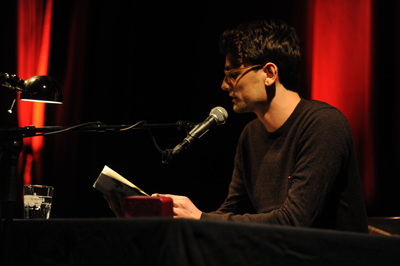
El autor en febrero de 2013

Kevin Kuhn (23 de diciembre de 1981 (43 años), Gotinga) es un escritor alemán y académico literario.

## Biografía
Kevin Kuhn, nacido en Gotinga en 1981, creció en Ulm. Estudió en la Universidad de Tubinga filosofía, historia del arte y estudios religiosos, además de escritura creativa (creative writing) y periodismo cultural en la Universidad de Hildesheim. De 2010 a 2019, fue asistente de investigación en el Instituto de Escritura Literaria y Estudios Literarios de la Universidad de Hildesheim, donde impartió seminarios sobre tramas literarias y literatura distópica. Además de publicar en revistas literarias (como BELLA triste) y antologías, colabora con diseñadores y artistas. 
En 2012 publicó su primera novela, "Hikikomori", sobre un adolescente que se encierra en su habitación y solo se comunica por internet. La novela fue recibida favorablemente por la crítica literaria. Nils Minkmar la describió en el FAZ como «un libro de mirada aguda. Gran arte«. La novela fue publicada por Eksmo Verlag en Rusia en 2017. Desde 2020, Hikikomori es el centro del Abitur (»La vida en los mundos digitales") en el estado de Bremen. 
En 2017 se publicó su segunda novela, "Liv", una Bildungsroman que combina dos vertientes narrativas. Esta doble novela trata de la joven israelí Liv, early social media influencer, y de Franz, que vive en el Berlín de los años veinte. El argumento principal sigue a la Liv, que viaja por el mundo para evitar el servicio militar. Es una nativa digital, sin ataduras a un lugar concreto y siempre conectada a sus amigos y familiares a través de un smartphone. En su viaje, aumenta constantemente el número de sus seguidores hasta que exagera su autoexposición a través de livestream y se convierte en la perseguida. Al mismo tiempo, la película cuenta la historia de Franz, un joven que vive en el Berlín de los locos años veinte y captura la deslumbrante vida nocturna con su Leica.
En 2019, Kuhn finalizó su doctorado en la Universidad de Hildesheim con una tesis sobre los procesos estéticos de la escritura. En 2020 publicó el libro "Die Ästhetik des Romanentwurfs" en la serie "Zur Genealogie des Schreibens" de Brill (editorial). Utilizando como ejemplos a Heinrich Böll y Sylvia Plath, arroja luz sobre cómo esos borradores en la zona fronteriza de la imagen y la escritura permiten la construcción dinámica de un escenario novelesco y el choque de personajes.
Kevin Kuhn vivió varios años en Ciudad de México, Berlín y Nueva Zelanda. Desde 2022 reside en Suiza.

## Premios
- 2010: Beca de la Literaturhaus de Múnich
- 2012: Gargonza Arts Award
- 2012: Incluido en la lista «20 unter 40» del FAZ (canon de los 20 mejores autores en lengua alemana menores de 40 años)
- 2013: Beca de estancia de la Villa Decius, Cracovia, Polonia
- 2015: Beca anual del Landes Niedersachsen
- 2018: Beca anual de la Kunststiftung Baden-Württemberg
- 2018-19 Beca de doctorado de la Universidad de Hildesheim
- 2021 Beca especial de la Academia de las Artes (Berlín)

## Obras

### Novela
- Liv. Bloomsbury: Berlin Verlag 2017, ISBN 978-3827012722.
- Hikikomori. Piper: Berlin Verlag 2012, ISBN 978-3-8270-1116-9.

### Monografía
- Die Ästhetik des Romanentwurfs (Zur Genealogie des Schreibens, Bd. 26). Brill (editorial), Paderborn, Leiden, Boston, Singapore 2020, ISBN 978-3-7705-6537-5.

### Otras publicaciones
- 190103. En: Institutsprosa. Zwanzig Jahre Schreibschule Hildesheim, Georg Olms Verlag, 2019, ISBN 978-3-487-15778-8.
- Xola. En: Kursbuch, Nr. 190 (Stadt.Ansichten.), 2017, ISBN 978-3-946514435.
- Eine Ladung Schaffelle. En: Die Ideale Lesung, Dieterich’sche Verlagsbuchhandlung, 2017, ISBN 978-3871620928.
- Das Können weicht dem Fleisch. Egbert Baqué Contemporary Art, 2014, con Nell May. ISBN 978-3-00-044703-7.
- Escape. Oder: Vom neuen Leben. In: Revue – Magazine for the Next Society. 2013, ISBN 978-3-9815508-1-8.
- Digital Entity, in: Elevatorcopy 2012.
- Die Fähre, en: ]trash[pool 2011.
- Gregor Hikikomori, en: BELLA triste 2010. ISBN 1618-1727.
- Facebook (Oder: Vom Forum fensterloser Monaden), en: Statusmeldungen. Schreiben in Facebook. Blumenkamp Verlag, 2010. ISBN 978-3-9810685-9-7.
- Ohne Exciter, ohne Distortion, en: Landpartie ZwanzigZehn, Edition Pæchterhaus 2010. ISBN 978-3-941392-13-7.
- Susanne Mangold, en: DUM 2009.
- Und keine Gladiolen, en: entwürfe 2009.